# Atlantische Hurrikansaison 2018
Die Atlantische Hurrikansaison 2018 begann offiziell am 1. Juni 2018 und endete offiziell am 30. November 2018. Während dieser Periode bilden sich üblicherweise im nördlichen Atlantischen Ozean die meisten Hurrikane, da nur zu dieser Zeit geeignete Bedingungen existieren, wie etwa ein warmer Ozean, feuchte Luft und wenig Windscherung, um die Bildung von tropischen Wirbelstürmen zu ermöglichen.
Seit Beginn der Atlantischen Hurrikansaison 2017 kann das National Hurricane Center (NHC) Warnungen zu Störungen herausgeben, die noch keine tropischen Eigenschaften aufweisen, bei denen für eine tropische Zyklogenese jedoch ein hohes Potenzial besteht und innerhalb von 48 Stunden Sturm- oder Hurrikanbedingungen für bewohnte Gebiete erwartet werden. Solche Systeme werden als „Potential tropical cyclone“ bezeichnet.
Mit der Entstehung bei 19,3° nördlicher Breite war Alberto nach Olga im Jahr 2007 der am weitesten südlich entstandene subtropische Sturm.
Tropische Wirbelstürme im Pazifischen Ozean siehe im Artikel: Pazifische Hurrikansaison 2018.

## Saisonprognosen
Vor und während der Saison veröffentlichten mehrere nationale meteorologische Dienste und wissenschaftliche Institute Vorhersagen darüber, wie viele tropische Stürme, Hurrikane und schwere Hurrikane (Kategorie 3 der SSHS und höher) sich in der Saison bilden werden und/oder wie viele tropische Wirbelstürme ein bestimmtes Land treffen werden. Zu diesen Instituten gehören das Tropical Storm Risk (TSR) Consortium of the University College London, die National Oceanic and Atmospheric Administration (NOAA) und die Colorado State University (CSU). Die Vorhersagen berücksichtigen wöchentliche und monatliche Änderungen signifikanter Faktoren, die die Einschätzung über den Verlauf der Hurrikansaison beeinflussen. Einige dieser Vorhersagen berücksichtigen außerdem Verläufe zurückliegender Hurrikansaisons mit ähnlichen Gegebenheiten sowie ein Anhalter des La Niña, der sich im November 2017 gebildet hatte. Im Durchschnitt der Jahre 1981 bis 2010 gab es in einer Hurrikansaison zwölf tropische Stürme, sechs Hurrikane und zwei schwere Hurrikane, und der Index der Accumulated Cyclone Energy (ACE) lag zwischen 66 und 103.

### Vorhersagen vor Saisonbeginn
Die erste Vorhersage für die Saison wurde durch TSR am 7. Dezember veröffentlicht. TSR ging von einem leicht überdurchschnittlich aktiven Saisonverlauf mit 15 tropischen Stürmen, davon sieben Hurrikanen und davon drei schweren Hurrikanen aus. Die CSU gab ihre erste Saisonvorhersage am 5. April 2018 bekannt. Auch demnach wurde ein leicht überdurchschnittlich aktiver Saisonverlauf erwartet, mit 14 tropischen Stürmen, sieben Hurrikanen und drei schweren Hurrikanen. Am gleichen Tag aktualisierte TSR seine Vorhersage. TSR erwartete nun einen leicht unterdurchschnittlich aktiven Saisonverlauf mit zwölf tropischen Stürmen, sechs Hurrikanen und zwei schweren Hurrikanen, wobei die nun angenommene niedrigere Aktivität auf eine anomale Abkühlung im äußerst nördlichen und im tropischen Nordatlantik zurückgeführt wird. Am 16. April gab die North Carolina State University ihre Vorhersage einer überdurchschnittlich aktiven Saison bekannt. Die NCSU erwartete 14–18 tropische Stürme, davon 7–11 Hurrikane, davon 3–5 als schwere Hurrikane. The Weather Company ging in ihrer am 17. Mai veröffentlichten Vorhersage von einer nahezu durchschnittlichen Saison aus; demnach würden sich 13 tropische Stürme entwickeln, davon sieben Hurrikane, von denen zwei die Kategorie 3 oder höher auf der Saffir-Simpson-Hurrikan-Windskala erreichten.
Die NOAA veröffentlichte ihre erste Saisonvorhersage am 24. Mai. Sie geht von einem nahezu überdurchschnittlichen Saisonverlauf aus.
Am 25. Mai veröffentlichte das britische Met Office mit elf tropischen Stürmen, von denen sechs Hurrikanstatus erreichen würden und einer Accumulated Cyclone Energy (ACE) von etwa 105. Im Gegensatz dazu senkte TSR in ihrem Update von 30. Mai die Zahlen deutlich auf neun benannte Stürme, vier Hurrikane und einen schweren Hurrikan; dies wurde mit dem Setup der Wasseroberflächentemperaturen begründet, das üblicherweise während der kühlen Phase der Atlantischen Multidekaden-Oszillation. Am 31. Mai schließlich aktualisierte die CSU zum letzten Mal vor dem Beginn der Saison ihre Vorhersage, um die frühe Entwicklung des Subtropischen Sturms Alberto zu berücksichtigen mit ebenfalls niedrigeren Zahlen wegen der Kältenaomalien in den tropischen und extrem nördlichen Bereichen des Atlantiks.

### Vorhersagen im Laufe der Saison
Am 2. Juli aktualisierte die CSU ihre Vorhersage ein weiteres Mal, und erniedrigte die Zahlen auf 11 benannte Stürme, wovon vier sich zu Hurrikanen intensivieren würden, von denen einer die Stärke eines schweren Hurrians erreichen würde, und begründeten dies mit der Fortdauer der Abkühlung im Atlantik sowie der zunehmenden Wahrscheinlichkeit der Bildung eines El Niño später im Jahr. TSR veröffentlichte seine vierte Vorhersage am 5. Juli und hielt unverändert an der vorherigen Prognose fest. Bei ihrem Update vom 2. August erhöhte die CSU ihre Vorhersage auf zwölf benannte Stürme mit fünf Hurrikanen, von denen einer ein schwerer sei und wies auf den sich später im Jahr bildenden schwachen El Niño hin. Vier Tage später veröffentlichte TSR seine letzte Saisonvorhersage mit leicht erhöhten Zahlen: elf benannte Stürme, davon fünf Hurrikane, wovon einer ein schwerer Hurrikan würde. TSR begründete dies mit der überraschenden Bildung zweier Hurrikane zu Beginn des Juli. Am 9. August gab die NOAA ihre revidierte Prognose bekannt und sagte nun eine unterdurchschnittlich aktive Saison mit 9–13 benannten Stürmen, 4–7 Hurrikanen und 0–2 schweren Hurrikanen für die Saison 2018 voraus. Mit ihrer Prognose vor der Saison lag die NOAA jedoch besser (und als einzige Vorhersage genau im Bereich der tatsächlichen Aktivitäten) als mit ihrer Prognose während der Saison.

## Saisonüberblick
Das vierte Jahr in Folge begann die atlantische Hurrikansaison früh, als sich am 25. Mai der subtropische Sturm Alberto bildete. Alberto erreichte Windgeschwindigkeiten von 100 km/h und gelangte im äußersten Westen des Florida Panhandle über Land. Der Sturm zog nordwärts, schwächte sich ab und ging als Tiefdruckgebiet über Tennessee in ein tropisches System über. Schließlich löste sich Alberto am 31. Mai über dem Michigansee auf. Im Juni entwickelte sich kein tropisches Tiefdruckgebiet. Die Phase der Inaktivität endete, als sich am 5. Juli im Hauptentstehungsgebiet (Main Developmental Region, MDR) der spätere Hurrikan Beryl bildete. Er löste sich kurz vor dem Erreichen des Karibischen Meeres zunächst auf und bildete sich am 14. Juli im Atlantischen Ozean neu. Endgültig löste sich Beryl am 16. Juli auf. Chris bildete sich am 6. Juli, intensivierte sich am 11. Juli zu einem Kategorie-2-Hurrikan und löste sich am darauffolgenden Tag über den Kanadischen Seeprovinzen auf. Im August entstanden die tropischen Stürme Debby und Ernesto, von denen keiner in Landnähe kam. Ernesto war zwischenzeitlich ein subtropischer Sturm und zu diesem Zeitpunkt der bereits vierte subtropische Sturm der Saison.

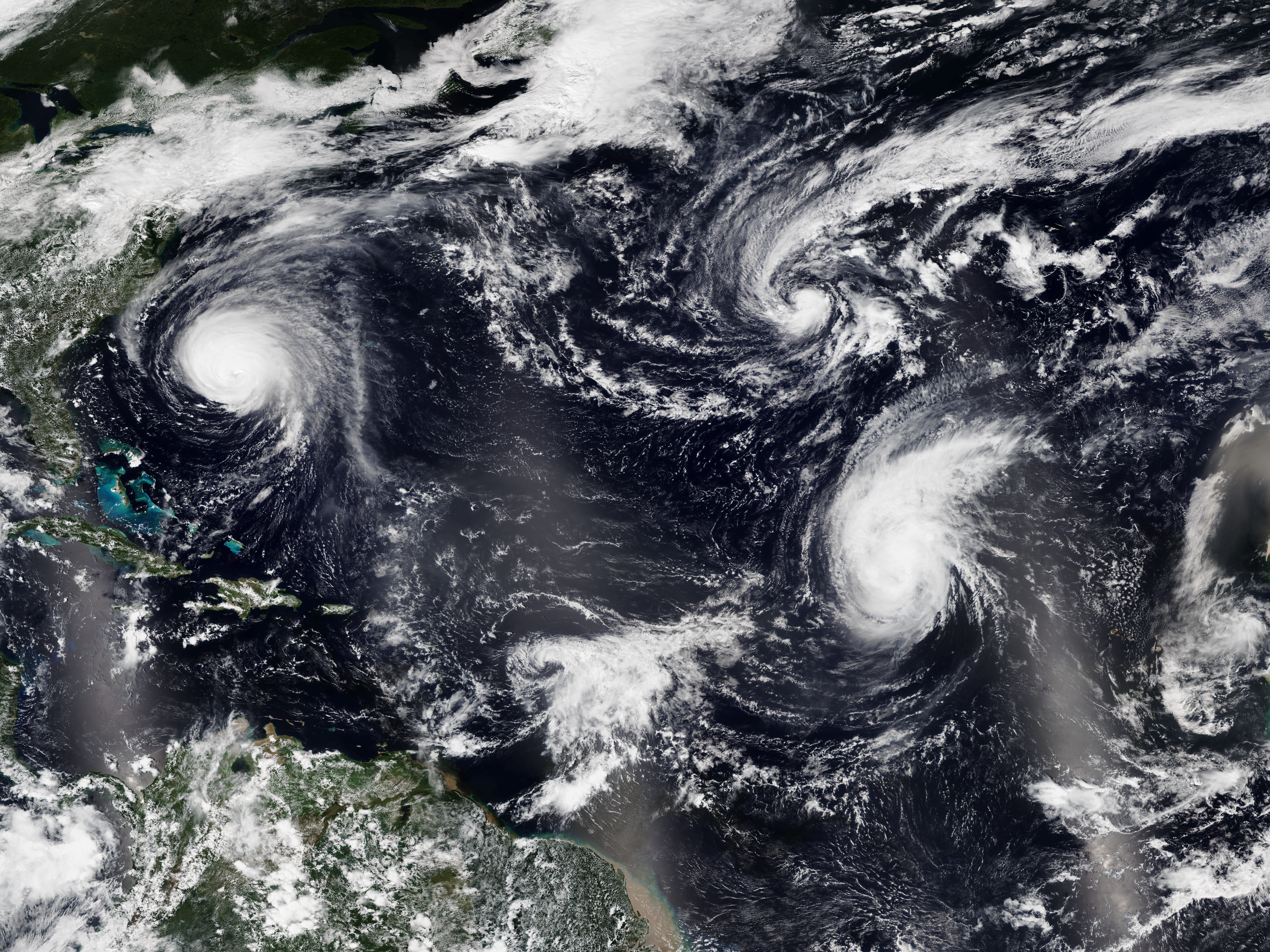
Die atlantische Hurrikansaison 2018 wurde zur bislang letzten in einer Reihe von Hurrikansaisons, in denen vier benannte Stürme gleichzeitig aufgetreten sind, nach zuletzt 2008. Sichtbar in der Aufnahme sind Florence (links), Isaac (unten, Bildmitte), Helene (unten rechts) und Joyce (oben rechts) am 12. September.

Als Nächstes bildete sich am 31. August Hurrikan Florence und wurde am 5. September zum ersten schweren Hurrikan der Saison. Nach dem Landfall in North Carolina am 14. September wurde Florence zum niederschlagsreichsten tropischen Wirbelsturm in der Geschichte der Wetteraufzeichnung dort und im benachbarten Bundesstaat South Carolina. Die Aktivität nahm im September deutlich zu. Am 3. September bildete sich der Tropische Sturm Gordon, gefolgt von den Hurrikanen Helene und Isaac am 7. September, wobei Isaac Auswirkungen auf die Kleinen Antillen und auf die Azoren und das Vereinigte Königreich hatte. Am 12. September bildete sich der tropische Sturm Joyce, der im offenen Atlantischen Ozean blieb und sich am 19. September ohne Auswirkungen auf Land auflöste. Nach einer kurzen Periode der Inaktivität bildeten sich am 22. September das Tropische Tiefdruckgebiet Elf und der tropische Sturm Kirk sowie einen Tag später der subtropische Sturm Leslie. Kirk wurde zu einem tropischen Sturm bei 8,3° N, was der niedrigste Breitengrad eines tropischen Sturms oder Hurrians im Nordatlantik ist seit Hurrikan Drei während der Hurrikansaison 1902 (der niedrigste Breitengrad der Bildung eines tropischen Tiefdruckgebietes im Nordatlantik war 7,2° N in der Hurrikansaison 1990). Leslies Entstehung markierte das erste Mal seit Beginn verlässlicher Aufzeichnungen, dass in einer Hurrikansaison sechs Stürme (Alberto, Beryl, Debby, Ernesto, Joyce und Leslie) zeitweilig als subtropischer Sturm eingestuft waren.
Im Oktober setzte die Aktivität nochmals ein. Michael bildete sich am 7. Oktober und intensivierte sich über dem Golf von Mexiko zu einem schweren Hurrikan, bevor dieser am 10. Oktober auf das Florida Panhandle traf. Einen Tag später entwickelte sich im östlichen tropischen Atlantik der kurzlebige Sturm Nadine, und am 13. Oktober ging Hurrikan Leslie nach 15 Tagen als tropisches System etwa 200 km westlich der Iberischen Halbinsel in einen kräftigen nichttropischen Sturm über, bevor dieser auf die portugiesische Küste traf.
Mit der Aufstufung in einen tropischen Sturm am 30. westlichen Längengrad wurde Nadine zum östlichsten tropischen Sturm, der sich im Atlantischen Ozean so spät im Kalenderjahr gebildet hat.  Eine zweiwöchige Periode der Inaktivität läutete as Ende der Hurrikansaison ein. Schließlich bildete sich am 27. Oktober mit Oskar der siebte subtropische Sturm der Saison. Damit ist die Hurrikansaison 2018 set Beginn der Satellitenbeobachtungen die Saison mit den meisten subtropischen Stürmen. Oscar intensivierte sich am Tag darauf zum achten Hurrikan des Jahres. Mit der Auflösung Oscars am 31. Oktober endete die Hurrikansaison, weil sich im November keine tropischen System im Atlantischen Ozean bildeten. 2018 war das erste Jahr seit 2014, in dem dies der Fall war.

## Stürme

### Subtropischer Sturm Alberto
Ein ausgedehntes Tiefdruckgebiet bildete sich ab dem 21. Mai über dem südwestlichen Karibischen Meer, nachdem ein Höhentief und ein bodennaher Trog interagierten. Das Tief driftete langsam westwärts und dann nordwärts durch das Karibische Meer und organisierte sich dabei stetig, trotz starker Windscherung. Am 25. Mai um 15:00 Uhr UTC war die Entwicklung so weit fortgeschritten, dass das System etwa 90 km südlich von Cozumel im mexikanischen Bundesstaat Quintana Roo befindlich als subtropischer Sturm klassifiziert wurde und den Namen Alberto erhielt, obwohl das System zu dem Zeitpunkt östlich der Halbinsel Yucatán mehrere Zirkulationszentren hatte, die mit einem Höhentrog interagierten.
Das System verlagerte sich nordwärts, und am 26. Mai bildete sich die Zirkulation nördlich von Kuba unter der primären Konvektion im Golf von Mexiko neu. Früh am 28. Mai wurden bei einem Flug der Hurricane Hunters in das Sturmzentrum andauernde Windgeschwindigkeiten von 100 km/h und ein ausgewalztes Zentrum beobachtet. Früh am 28. Mai erreichte Alberto mit andauernden Windgeschwindigkeiten von 100 km/h seine größte Intensität. Wegen des Einströmens trockener Luft konnte sich der Sturm nicht zu einem vollständig tropischen Sturm entwickeln und schwächte sich vor dem Landfall um 21:00 Uhr UTC mit Windgeschwindigkeiten bis zu 75 km/h bei Laguna Beach ab. Alberto schwächte sich über Land rasch ab, erzeugte aber weiterhin Starkregen in den südöstlichen Staaten der Vereinigten Staaten.
In West- und Zentralkuba kam es infolge des Durchzugs von Alberto zu tagelangen heftigen Niederschlägen, die zu teilweise schweren Überschwemmungen führten. Es kam zu schweren Schäden an Gebäuden und in der Landwirtschaft. Zahlreiche Orte waren von der Außenwelt abgeschnitten. 16.000 Menschen wurden evakuiert. Vier Menschen starben. Zwei Personen werden vermisst. Im US-Bundesstaat North Carolina wurden zwei Journalisten von einem Baum erschlagen und in Maryland starb ein Nationalgardist bei dem Versuch, eine Frau aus den Fluten eines über die Ufer getretenen Flusses zu retten.

### Hurrikan Beryl
Am späten 3. Juli begann das NHC, eine starke tropische Welle über dem östlichen Atlantik zu verfolgen. Die Welle verschmolz schnell, als sie sich nach Westen bewegte, und am 5. Juli um 15:00 UTC organisierte sie sich in ein tropisches Tiefdruckgebiet über dem zentralen tropischen Atlantik. Günstige Bedingungen ermöglichten es dem winzigen System, sich um 18:30 UTC zum Tropensturm Beryll zu verstärken und sich am 6. Juli um 06:00 UTC in einen Hurrikan der Kategorie 1 zu verwandeln, als ein Loch im Auge sichtbar wurde. Nach der Einstufung als Hurrikan wurde er der zweitfrüheste in der Hauptentwicklungsregion (<20°N, 60-20°W), nur übertroffen 1933 von Hurrikan Zwei. Diese Intensität war von kurzer Dauer, da die beschleunigte tiefe Strömung die Windscherung verstärkte und das System bis zum 7. Juli um 15:00 Uhr UTC wieder auf tropische Sturmstärke abschwächte. Ein Aufklärungsflugzeug der Air Force untersuchte das System am frühen Morgen und stellte fest, dass Beryl zu einem offenen Trog degeneriert war; das NHC deklassifizierte Beryl entsprechend am 8. Juli um 21:00 UTC als tropischen Zyklon. Die Überreste wurden mehrere Tage lang überwacht, obwohl während eines Großteils dieser Zeit wenig Organisation stattfand. Am 14. Juli um 17:00 UTC regenerierte sich Beryl zu einem subtropischen Sturm in der Nähe der Bermudas. Der Sturm begann bald die Konvektion zu verlieren, da trockene Luft in das System eindrang. Am 16. Juli um 03:00 UTC degenerierte Beryl wieder zu einem Resttief, nachdem er mehr als zwölf Stunden lang keine organisierte Konvektion hatte.

### Hurrikan Chris
Spät am 2. Juli begann das NHC damit, das Potential für die Bildung eines Tiefdruckgebietes in einer bodennahen Zirkulation in der Nähe von Bermuda einzuschätzen. Ein paar hundert Kilometer südlich von Bermuda bildete sich am 3. Juli ein nichttropische Tiefdruckgebiet. Schauer- und Gewittertätigkeit nahmen zu, als das Tief in nordwestlicher Richtung über den Golfstrom zog. Am 6. Juli um 21:00 Uhr UTC organisierte sich das Tief vor der Küste North Carolinas zum Tropischen Tiefdruckgebiet Drei. Die Verstärkung des Systems erfolgte langsam, weil die Zirkulation oval ausgewalzt war. Dennoch wurde das Tiefdruckgebiet am 8. Juli um 09:00 Uhr UTC zum Tropischen Sturm Chris aufgestuft. Obwohl für den darauffolgenden Tag die Verstärkung in einen Hurrikan prognostiziert wurde, führte das Eindringen trockener Luft und vom Sturm erzeugtes Upwelling dazu, dass sich der Sturm nur wenig verstärkte. Allerdings gelang es dem Sturm am nächsten Tag, die trockene Luft aus seiner Zirkulation loszuwerden, als der Sturm nordostwärts über wärmeres Wasser zog. Mit einem gut-definierten Auge und auf den Satellitenbildern eindrucksvollen Erscheinungsbild verstärkte sich Chris schließlich am 10. Juli um 21:00 Uhr UTC doch zum Hurrikan. Nach einer rapiden Intensivierung wurde Chris sechs Stunden später in die Kategorie 2 hochgestuft, weil ein Ring von Konvektion in seinem Kern sich zu einer vollständigen Augendwand gewandelt hatte. Im Tagesverlauf franste das Auge jedoch aus und erschien schlecht definiert, sodass Chris sich um 21:00 Uhr UTC in die Kategorie 1 abschwächte. Obwohl der Hurrikan weiterhin den Golfstrom überquerte, verlor er am nächsten Morgen den Status eines Hurrikans. Zu diesem Zeitpunkt hatte Chris bereits mit der Transition in ein außertropisches System begonnen, und das Windfeld breitete sich aus; nach der Transition fügte sich Chris sechs Stunden später in ein frontales Tiefdrucksystem ein.
In der Hurrikan Chris zugeschriebenen rauen See ertrank am 7. Juli ein Mann bei Kill Devil Hills an der Küste von North Carolina. Als außertropisches Tiefdrucksystem brachte Chris örtlich Starkregen und böige Winde nach Neufundland und Labrador. Die Niederschlagsmenge in Gander erreichte 76 mm, während die stärkte Bö mit 96 km/h in Ferryland gemessen werden. Auf Sable Island kumulierten sich 111,6 mm Niederschlag.

### Tropischer Sturm Debby
Am 4. August begann das NHC mit der Beobachtung eines nichttropischen Tiefs über dem Nordatlantik auf eine tropische oder subtropische Entwicklung hin. Zunächst blieb die Konvektion ziemlich begrenzt, und das System bestand überwiegend aus einem konvektionslosen Wirbel, der mit einem Höhentief interagierte. Das System gelangte dann allerdings in eine günstigere Umgebung und begann nach und nach subtropische Eigenschaften aufzubauen. Am 7. August um 15:00 Uhr UTC hatte das Tiefdruckgebiet ausreichend Konvektion aufgebaut, um als Subtropischer Sturm Debby klassifiziert zu werden. Der Sturm entwickelte auf seinem Weg nach Norden genügend tropische Eigenschaften und wurde am 8. August um 09:00 Uhr UTC ein vollständig tropischer Sturm, als die andauernden anhaltenden einminütigen Windgeschwindigkeiten auf 75 km/h zunahmen. Trotz grenzwertiger Ozeantemperaturen verstärkte sich Debby auch weiterhin und erreichte mit andauernden Windgeschwindigkeit von 85 km/h den Höhepunkt. Anschließend begann Debby, sich abzuschwächen und die tropischen Eigenschaften zu verlieren. Am 9. August um 21:00 Uhr UTC degenerierte Debby in eine posttropische Zyklone und jagte vor einem Kurzwellentrog nach Nordosten davon.

### Tropischer Sturm Ernesto
Ein komplexes, nichttropisches Tiefdruckgebiet bildete sich am 12. August über dem nördlichen Atlantik. Während das Tief südostwärts driftete und sich langsam abschwächte, entstand am 14. August östlich des Systems ein neues Tiefdruckgebiet. Das neue Tiefdruckgebiet erlangte rasch subtropische Eigenschaften, und am 15. August um 09:00 Uhr UTC hatte sich das System ausreichend organisiert, um als subtropisches Tiefdruckgebiet klassifiziert zu werden. Sechs Stunden später wurde das Tiefdruckgebiet zum Subtropischen Sturm Ernesto hochgestuft. Am 16. August versuchte das System zunächst, zu einem vollständig tropischen Sturm zu werden – um das Zentrum entstand Konvektion –, doch starb diese bald ab. Trotzdem kam es einige Stunden später in der Nähe des Zentrums erneut zu einem Ausbruch an Konvektion, was darauf hindeutete, dass Ernesto erfolgreich tropische Eigenschaften angenommen hatte. Am 17. August begann Ernesto damit, seine Zuggeschwindigkeit in Richtung Nordosten zu beschleunigen, weil das System vom Jetstream erfasst worden war. Am darauffolgenden Tag verlor der Sturm seine tropischen Eigenschaften. Die Reste von Ernesto trafen am 19. August auf Irland und das Vereinigte Königreich.

### Hurrikan Florence
Am 28. August erwähnte das NHC zum ersten Mal die Möglichkeit der Bildung eines tropischen Tiefs aus einer tropischen Welle, sobald diese die Gewässer vor Westafrika erreichte. Zwei Tage später löste sich die Welle mit wenig organisierten Gewittern von der Küste des Senegal und es bildete sich ein gut-definiertes Tiefdruckgebiet. Weil das System eine Bedrohung für die Kapverdischen Inseln darstellte, machte das NHC von der 2017 eingeführten Möglichkeit Gebrauch und begann am 30. August um 15:00 Uhr UTC mit der Ausgabe von Warnungen vor einem Potential Tropical Cyclone. Das System gewann an Organisation und wurde am 31. August um 21:00 Uhr UTC zum sechsten tropischen Tiefdruckgebiet der Saison erklärt.
Früh am 1. September intensivierte sich das Tiefdruckgebiet zum Tropischen Sturm Florence. Der Sturm entwickelte sich kontinuierlich weiter, als Florence westnordwestwärts über den zentralen Atlantik zog und hatte sich am 4. September um 15:00 Uhr UTC zum dritten Hurrikan der Saison verstärkt. Am 5. September intensivierte sich Florence unerwartet in die Kategorie 3 und damit zu einem schweren Hurrikan. Die rapide Intensivierung dauerte an, und um 21:00 Uhr UTC hatte sich Florence bei 22,4° Nord und 46,2° West in die Kategorie 4 verstärkt, weiter nordöstlich als alle früheren Kategorie-4-Hurrikane im Atlantik seit Beginn der Wettersatellitenära. Die rapide Intensivierung führte aber auch dazu, dass der nun stärkere Sturm nordwärts in eine Zone mit stärkerer vertikaler Windscherung abgelenkt wurde. Diese führte dazu, dass sich Florence im Laufe der nächsten 30 Stunden zu einem tropischen Sturm abschwächte. Das Wolkenbild des Sturms wirkte ziemlich zerstreut. Nachdem der Sturm in ein Gebiet mit weniger starker Windscherung gelangte und wärmere Gewässer erreichte, verstärkte sich Florence am 9. September erneut in einen Hurrikan. Am nächsten Tag verstärkte sich Florence nach einer zweiten Phase rapider Intensivierung erneut in einen schweren Hurrikan. Am 11. September um 16:00 Uhr UTC wurde Florence zu einem Kategorie-4-Hurrikan hochgestuft.
Bevor der Hurrikan sich allerdings auf die Küste auswirkte, durchlief er eine Eyewallerneuerung und traf auf mäßig starke Windscherung, sodass sich der Hurrikan in die Kategorie 2 abschwächte. Über Land schwächte sich Florence rasch zu einem tropischen Tiefdruckgebiet ab, und das NHC übergab die Verantwortung am 16. September um 10:00 Uhr UTC an das Weather Prediction Center (WPC) ab. zu diesem Zeitpunkt begann Florence, schneller in westlicher Richtung zu ziehen. am 17. September drehte das Tiefdruckgebiet langsam nach Nordosten und schwächte sich dabei weiter ab. spät am selben Tag schwächte sich das System über West Virginia zu einem Resttief ab. Florence stellte auch im Landesinnern immer noch eine Gefahr dar, weil das System enorme Mengen Niederschlag über der Ostküste der Vereinigten Staaten ablud. Das System löste sich schließlich am 19. September über dem offenen Atlantik auf.

### Tropischer Sturm Gordon
Am 30. August begann das NHC mit der Beobachtung einer tropischen Störung über der nördlich-zentralen Karibik. Das System zog nordwestwärts in Richtung der Bahamas, wobei es sich stetig intensivierte, und am 2. September um 18:00 Uhr UTC wurde dem System die Bezeichnung Potential Tropical Cyclone Seven zugewiesen, weil die Prognosen von Auswirkungen auf Land in der Stärke eines tropischen Sturms innerhalb von zwei Tagen ausgingen. Am nächsten Tag um 12:05 Uhr UTC organisierte sich das System zum tropischen Sturm und erhielt den Namen Gordon, als er gerade die Florida Keys überquerte. Obwohl sich der Sturm leicht intensivierte, als er über den Süden Floridas hinwegzog, wurde der Kern unregelmäßig und die Konvektion unorganisiert. Spät am 3. September über dem Golf von Mexiko angelangt, begann Gordon an Kraft zu gewinnen und baute mehr Organisation auf, und ein Band mit tiefer Konvektion entwickelte sich in der Nähe des kleinen Kerns. Spät am 4. September erreichte Gordon seine Spitzenintensität mit andauernden einminütigen Windgeschwindigkeiten von 110 km/h, kurz bevor er knapp westlich der Staatsgrenze zwischen Alabama und Mississippi auf das Festland traf. Nach dem Landfall schwächte sich Gordon in ein tropisches Tiefdruckgebiet ab. Die nächsten beiden Tage bewegte sich Gordon über den Südstaaten, bevor er schließlich am 8. September die tropischen Eigenschaften verlor. Diese Reste setzten ihren Weg nach Nordosten fort und luden dabei große Niederschlagsmengen ab, bevor sie am 12. September von einem anderen frontalen System über Neuengland absorbiert wurden.

### Hurrikan Helene
Nach Intensivierung vor der Küste Afrikas mit Regenfällen dort und vorübergehender Hochstufung zum Kategorie-2-Hurrikan vor Durchquerung der Rossbreiten näherte sich der ehemalige abgeschwächte Hurrikan Helene ab 12. September dem Inselgebiet der Azoren und Europa.
Mit Bewegungsrichtung nordwärts zog Helene zunächst am wesentlich kleineren südwärts ziehenden tropischen Sturm Joyce vorbei und drehte westwärts in die Westwindzone. Für die wahrscheinliche Zugbahn des Sturms war ein Überqueren der Inseln Flores und Corvo ab Samstag oder Sonntag, dem 16. von der NOAA erwartet worden; zunächst war unsicher, wie stark zudem die Hauptinseln des Archipels betroffen sein würden. In der Nacht auf den 16. September passierte das Zentrum des Sturms mit etwa 100 km/h nahe Flores die westlichen Azoren und zog als Sturmtief weiter in Richtung Irland. Höhere Energiemengen in der Atmosphäre über dem Meer westlich von Afrika bedeuten auch mehr Dynamik und Unsicherheit darüber ob Stürme wie Helene auch Auswirkungen auf Europa haben.

### Hurrikan Isaac
Isaac entstand als Tropisches Tiefdruckgebiet Nummer neun am 7. September 2018 gegen 17:00 Uhr AST (Atlantic Standard Time), also 23:00 Uhr MESZ (Mitteleuropäische Sommerzeit). Etwa einen Tag später wurde er zum Tropischen Sturm und bekam seinen Namen. Fortan zog er ohne signifikante Nord-Süd-Abweichungen westwärts, ziemlich genau auf Guadeloupe, Dominica und Martinique zu. Am 9. September gegen 23:00 Uhr AST hatte er sich zum Hurrikan der Kategorie 1 entwickelt, dem fünften in der Saison 2018. Er schwächte sich jedoch ab, bevor er Land erreichte, und wurde am 10. September gegen 23:00 Uhr AST zum Tropischen Sturm zurückgestuft. Als solcher überquerte er die Kleinen Antillen, wobei das Zentrum am 13. September gegen 14:30 Uhr AST zwischen Dominica und Martinique hindurchzog. In der Nacht vom 13. auf den 14. September gegen 2:00 Uhr AST wurde er zum Tropischen Tiefdruckgebiet zurückgestuft. Im Laufe des 14. September wurde er kurzfristig wieder zum Tropischen Sturm. Am 15. September gegen 5:00 Uhr AST wurde festgestellt, dass Isaac sich aufgelöst hat.

### Tropischer Sturm Joyce
Das NHC begann am 11. September mit der Beobachtung eines nichttropischen Tiefdruckgebietes, das sich in einem Tiefdrucktrog bildete. Zwar wurde zunächst eine nur langsame Entwicklung vorhergesagt, doch erlangte das System schnell subtropische Eigenschaften, als es nach Südwesten zog und sich verstärkte. Deswegen wurde es am 12. September um 21:00 Uhr UTC zum Subtropischen Sturm Joyce erklärt. Um 03:00 Uhr UTC am 14. September hatte Joyce tropische Eigenschaften angenommen. Im Tagesverlauf drehte Joyce in eine östliche Zugrichtung. Spät am 14. September erreichte Joyce ihre größte Intensität und stellte sich auf den Satellitenbildern besser organisiert dar. Danach begann der Sturm sich abzuschwächen, weil die Windscherung zunahm. Am 16. September um 15:00 Uhr UTC schwächte sich Joyce in ein tropisches Tiefdruckgebiet ab. Das System zog weiter ostwärts, bevor es nach Süden abdrehte. Trockene Luft führte schließlich am 19. September dazu, dass das System alle tropischen Eigenschaften verlor.

### Tropisches Tief Elf
Am 18. September entwickelte sich weit ostsüdöstlich der Lesser Antilles ein großes Gebiet gestörten Wetters, das mit einer tropischen Welle assoziiert war. Dem System fehlte anfänglich eine bodennahe Zirkulation, und obwohl sich am 21. September eine solche bildete, ließen starke Höhenwinde und trockene Luft erwarten, dass die Entwicklung limitiert bleiben würde. Die tiefe Konvektion war zwar ostwärts versetzt vom Zentrum, wurde allerdings im Tagesverlauf andauernden Charakters und führte am 22. September um 03:00 Uhr UTC zur Bildung eines tropischen Tiefdruckgebietes. Einen Tag später um 15:00 Uhr UTC schwächte sich das Tiefdruckgebiet ab und degenerierte in einen langgezogenen Trog.

### Tropischer Sturm Kirk
Früh am 21. September löste sich eine tropische Welle bei Sierra Leone von der Westküste Afrikas. Im Gegensatz zu der vorhergesagten langsamen Entwicklung organisierte sich die Welle aufgrund günstiger Bedingungen rasch und bewegte sich in einem grob westlichen Kurs über den extrem östlichen Atlantik. Um 15:00 Uhr UTC am 22. September hatte sich das System so weit organisiert, um als Tropischer Sturm Kirk klassifiziert zu werden.
Kirks Stärke änderte sich nur wenig, als sic Kirk über dem tropischen Atlantik nach vorne beschleunigte, und, möglicherweise wegen der hohen Zuggeschwindigkeit, am 24. September gegen 03:00 Uhr UTC hatte er sich zu einem tropischen Tiefdruckgebiet abgeschwächt, bevor er am selben Tag gegen 15:00 Uhr UTC in einen offenen Trog zerfiel.
Der offene Trog zog weiter westwärts und reoginisiert sich rasch, sodass Kirk eine gut definierte Zirkulation aufbaute und sich am 26. September um 09:00 UTC erneut zu einem tropischen Sturm entwickelte und erneut Sturmwarnungen ausgegeben wurden. Kirk begann mit der Intensivierung und erreichte am selben Tag um 18:00 Uhr UTC seine Spitzenintensität mit andauernden Windgeschwindigkeiten von 95 km/h. Starke Windscherung sorgte dafür, dass sich der Sturm bei der Annäherung an die Lesser Antilles etwas abschwächte. Die Abschwächung setzte sich fort, während Kirk weiter westwärts durch das Karibische Meer zog, und die Zirkulation stellte sich westlich des Hauptkonvektionsgebietes frei. Früh am 29. September degenerierte Kirk im östlichen Karibischen Meer in eine offene tropische Welle.

### Hurrikan Leslie

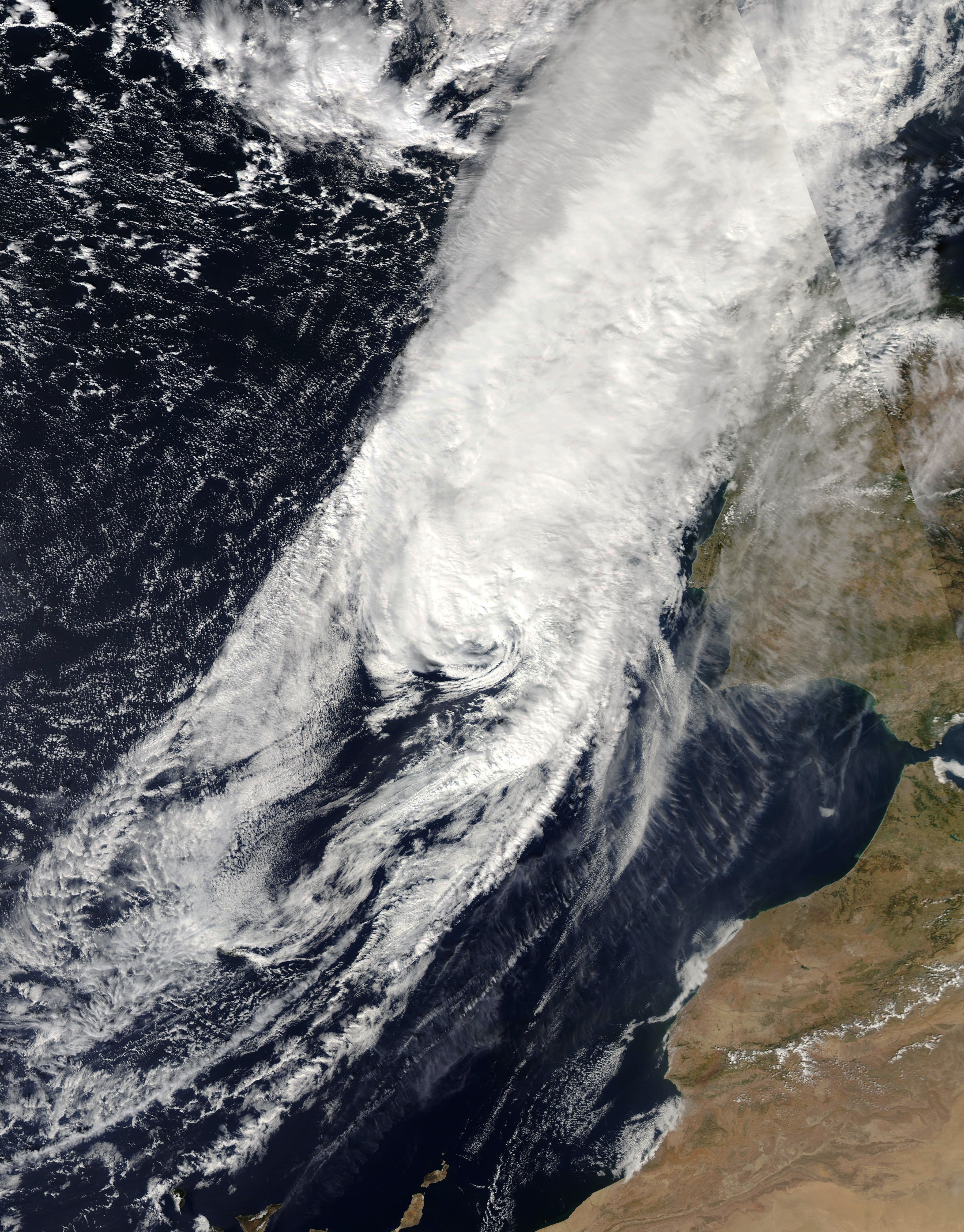
Leslie am 13. Oktober vor der Iberischen Halbinsel

Inmitten eines aktiven Monats September begann das NHC am 19. September mit der Überwachung eines Gebietes südwestlich der Azoren auf eine tropische oder subtropische Entwicklung. Am 22. September bildete sich dort ein nichttropisches Tiefdruckgebiet, das bis um 15:00 Uhr UTC des Folgetages rasch zu einem subtropischen Sturm entwickelte, dem das NHC den Namen Leslie gab. Nachdem sich zwei Tage lang nur geringe Änderungen in der Stärke ergaben, begann sich Leslie abzuschwächen, zunächst früh am 25. September in ein subtropisches Tiefdruckgebiet, bevor dieses im Tagesverlauf posttropisch wurde und in einem sich nähernden frontalen System aufzugehen begann. In der Folge vereinigte sich Leslie mit dem frontalen System und begann eine zyklonale Schleife nach Westen, intensivierte sich dabei und wurde früh am 27. September zu einem starken außertropischen Zyklon mit Winden in Orkanstärke.
Nach dem Erreichen des außertropischen Höhepunktes schwächte sich die post-tropische Zyklone Leslie stetig ab und verlor dabei ihre frontale Struktur. Allerdings begann der Sturm gleichzeitig damit, erneut subtropische Eigenschaften anzunehmen, und am 28. September um 21:00 Uhr UTC wurde Leslie vom NHC erneut zum subtropischen Sturm erklärt. Einen Tag später wurde Leslie vollständig zu einem tropischen System. Während der folgenden Tage driftete Leslie langsam in südsüdwestlicher Richtung und intensivierte sich dabei nach und nach. Am 3. Oktober um 09:00 Uhr UTC intensivierte sich Leslie in einen Kategorie-1-Hurrikan und wurde so der sechste Hurrikan der Saison. Spät am nächsten Tag schwächte sich Leslie wieder zu einem tropischen Sturm ab; Satellitendaten deuteten darauf hin, dass Leslie eine zyklische Eyewall-Erneuerung versuchte, allerdings mit einem sehr großen Auge. In den nächsten paar Tagen setzte Leslie die langsame Drift nach Nordosten ohne größere Änderungen in der Intensität fort. Am 7. Oktober drehte Leslie auf eine ostsüdöstliche Bahn. Nach einer Phase der Abschwächung begann Leslie spät am 8. Oktober über wärmerem Wasser, erneut stärker zu werden. Am 10. Oktober hatte er wieder Hurrikan-Stärke erreicht.
Am 11. Oktober änderte sich die Zugrichtung nach Ostnordost. Am 13. Oktober gegen 18:00 Uhr UTC verlor Leslie die tropischen Eigenschaften. Nach Daten des europäischen ECMWF-Wettermodells und von NOAA sollte er in der Nacht vom 13. auf den 14. Oktober 2018 mit dem Zentrum nördlich von Lissabon etwas südlich von Porto und Böen-Spitzengeschwindigkeiten von 150 bis zu 180 km/h die Atlantikküste Portugals und Spaniens treffen. In Portugal wurde die höchste Sturmwarnstufe ausgerufen.
Kurz vor dem Landfall bei Figueira da Foz, einer Küstenstadt nahe Coimbra an der Flussmündung des Mondego, schwächte sich der Sturmwirbel zwar ab, verursachte aber dennoch Schäden: in Portugal waren im Lauf des Sturms bis zu 324.000 Menschen ohne Energieversorgung, u. a. musste die Frauen-Rollhockey-Europameisterschaft in Mealhada im Bezirk Aveiro aufgrund eines weggerissenen Sporthallendachs beendet werden. Die starken bodennahen Böen von bis zu 176 km/h, der höchste Wert seit Beginn der portugiesischen Aufzeichnungen, werden dem Sting-Jet, einer starken Abwärtsströmung kalter Luft, zugeschrieben.

### Hurrikan Michael
Früh am 2. Oktober begann das NHC mit der Überwachung eines ausgedehnten Tiefdruckgebietes, das sich im südwestlichen Karibischen Meer gebildet hatte. Obwohl starke Höhenwinde zunächst die Entwicklung behinderten, organisierte sich die Störung zunehmend besser, als sie erst nordwärts und dann westwärts in Richtung der Halbinsel Yucatán driftete. Am 6. Oktober wurde das System ausreichend organisiert, um wegen der Nähe zum Land als potential tropical cyclone erklärt zu werden und das NHC fing an, Warnungen zu dem System auszugeben. Früh am nächsten Morgen organisierte sich das System in ein tropisches Tiefdruckgebiet, bevor es sich einige Stunden später zum tropischen Sturm Michael intensivierte. Aufgrund rapider Intensivierung wurde Michael gegen Mittag des 8. Oktober zu einem Hurrikan, am 9. Oktober gegen 21:00 Uhr UTC wurde Michael zum zweiten schweren Hurrikan der Saison. Von den Hurricane Hunters übermittelte Daten ergaben, dass Michael sich weiterhin rapide intensivierte; während des 10. Oktober intensivierte sich Michael zu einem Kategorie-4-Hurrikan. Ein Teil der Bevölkerung wurde zur Evakuierung aufgefordert; es wurde eine Sturmflut von mehr als 3,5 Metern erwartet.
Weil der Hurrikan sich rapide intensiviert hatte, war die Vorwarnzeit für eine Evakuierung kurz. Eine 2020 erschienene Studie ergab, dass die rapide Intensivierung wahrscheinlich begünstigt wurde durch zwei vorangegangene, gekoppelte Ereignisse: a) Dem Durchzug des Tropensturms Gordon einige Wochen vor Michael, der die intensivierungshemmende Schichtung des Wassers im Golf von Mexiko aufhob, indem er kühleres Tiefenwasser an die Oberfläche und warmes Oberflächenwasser in tiefere Schichten brachte, und b) einer anschließend folgenden starken Hitzewelle, die die Temperaturen des abgekühlten Oberflächenwassers auf ungewöhnlich hohe Werte im Bereich bis über 32 °C trieb. Die für Jahreszeit ungewöhnlich warmen Wassertemperaturen bei gleichzeitiger Abwesenheit einer kühlen Wasserschicht am Meeresgrund boten anschließend sehr günstige Bedingungen für die rapide Intensivierung des Hurrikans.
Mit andauernden Windgeschwindigkeiten von 250 km/h und einem minimalen zentralen Luftdruck von 919 mbar wurde Michael zum stärksten Hurrikan der Saison und war beim Landfall der drittstärkste Hurrikan in der Geschichte der Vereinigten Staaten, er traf auf den vergleichsweise armen, dünn besiedelten Nordwesten des US-Bundesstaats Florida mit den dortigen Wohnwagensiedlungen: Das Zentrum des Hurrikans zog am 10. Oktober 2018 gegen 18:00 Uhr UTC östlich von Panama City auf den Florida Panhandle.
Die kombinierten Auswirkungen des Vorgängertiefdruckgebietes von Michael und einer Störung über dem östlichen Pazifischen Ozean verursachten signifikante Überschwemmungen und Erdrutsche in Zentralamerika. Mindestens fünfzehn Personen wurden dadurch getötet, acht in Honduras, vier in Nicaragua und drei in El Salvador. Mindestens 2000 Häuser in Nicaragua wurden beschädigt und 1115 Personen obdachlos. Insgesamt 253 bzw. 180 Häuser wurden in El Salvador und Honduras beschädigt. Insgesamt waren in den drei Staaten mehr als 22.700 Personen direkt von den Auswirkungen betroffen.
In den Vereinigten Staaten wurden zunächst mindestens elf Todesopfer infolge von „Michael“ gemeldet, in über 520.000 Haushalten und Geschäften gab es Stromausfälle und über 1.200 Straßen waren gesperrt. Am Mittag des 13. Oktober (MESZ) war die Zahl der Todesopfer auf 17 gestiegen, davon fünf in Virginia, drei in North Carolina und einer in Georgia. Indessen bestand noch keine Verbindung zu einigen der am schlimmsten betroffenen Gebiete. Am Abend wurde der Fund einer weiteren Toten im Charlotte County (Virginia) gemeldet. Der Sturm verursachte zudem alleine in den Vereinigten Staaten materielle Schäden in Höhe von ca. 25 Mrd. US-Dollar.

### Tropischer Sturm Nadine
Am 7. Oktober begann das NHC mit der Überwachung eines Tiefdruckgebietes einige hundert Kilometer südlich der Kapverdischen Inseln, das mit einer für die Hurrikansaison späten tropischen Welle stand, auf eine mögliche tropische Entwicklung hin. Die Störung organisierte sich, während sie in generell westnordwestlicher Richtung über den östlichen Atlantischen Ozean zog. Weil das System ein gut definiertes Auge aufgebaut hatte, wurde es am 9. Oktober um 10:00 Uhr UTC zu einem tropischen Tiefdruckgebiet erklärt. Gegen 15:00 Uhr UTC wurde das Tiefdruckgebiet zum Tropischen Sturm und bekam den Namen Nadine. Der Sturm bewegte sich in nordwestlicher Richtung und intensivierte sich dabei, bis er am 10. Oktober mit andauernden Windgeschwindigkeiten von 100 km/h seine größte Intensität erreichte.
Der kleine Wirbelsturm traf jedoch auf eine zunehmend ungünstige Umgebung, sodass er sich abschwächte und starke westliche Windscherung das bodennahe Zirkulationszentrum freistellte. Am 13. Oktober gegen 03:00 Uhr UTC war Nadine in eine offene tropische Welle zerfallen, die weiter in westlicher Richtung über den tropischen Atlantischen Ozean zog. Der Sturm war nicht auf Land getroffen und richtete keine bekannten Schäden an.

### Hurrikan Oscar
Am 23. Oktober begann das NHC mit Vorhersagen für ein Gebiet mit Potential für eine tropische oder subtropische Entwicklung im zentralen Atlantik. Später an dem Tag bildete sich ein großes Gebiet gestörten Wetters, das mit einem bodennahen Trog in Verbindung stand. Während das System nordwärts driftete, intensivierte es sich nach und nach, Schauer und Gewittertätigkeit nahmen zu, obwohl dem System am 26. Oktober immer noch eine gutdefinierte bodennahe Zirkulation fehlte. Um 03:00 Uhr UTC am 27. Oktober hatte die Zirkulation des ausgedehnten Tiefs sich ausreichend ausgebildet, sodass das Tiefdruckgebiet zum Subtropischen Sturm Oscar erklärt wurde. Oscar verstärkte sich weiter, als das System sich schneller südwärts um die Nordseite eines Tiefs in mittlerer und großer Höhe drehte und sich am 28. Oktober um 05:00 Uhr UTC in einen vollständig tropischen Sturm wandelte. Kurzzeitig war am Abend des 28. Oktober auf Satellitenbildern ein kleines Auge erkennbar, und um 21:00 Uhr UTC verstärkte sich Oscar zu einem Kategorie-1-Hurrikan. Die Intensivierung setzte sich fort und Oscar erreichte seine Spitzenintensität als mittelstarker Hurrikan der Kategorie 2 mit andauernden Windgeschwindigkeiten von 165 km/h früh am 30. Oktober. Schon kurz darauf beschleunigte der Wirbelsturm über zunehmend kälteren Wasseroberflächen nach Nordosten, während sich von Nordwesten eine Kaltfront näherte. Am 31. Oktober begann Oscar mit der Transition in ein außertropisches System; dieser Vorgang war gegen 21:00 Uhr UTC abgeschlossen.

## Sturmnamen
Die nachfolgende Namensliste wurde für die tropischen und subtropischen Stürme verwendet, die sich 2018 im Nordatlantik bildeten. Die World Meteorological Organization gab bekannt, dass die Namen Florence und Michael in Zukunft durch Francine und Milton ersetzt werden. Die übrigen Namen wurden 2024 wiederverwendet. Diese Liste ist dieselbe, wie die während der Saison 2012 verwendete.
| - Alberto - Beryl - Chris | - Debby - Ernesto - Florence | - Gordon - Helene - Isaac | - Joyce - Kirk - Leslie | - Michael - Nadine - Oscar |